# Manfred Kersch
Pour les articles homonymes, voir Kersch.
Manfred Kersch (né le 19 septembre 1913 à Francfort-sur-le-Main - mort le 2 mai 1994 à Francfort-sur-le-Main) est un athlète allemand, spécialiste du sprint.

## Biographie
Aux Championnats d'Europe de 1938, Manfred Kersch remporte la médaille d'or sur 4 × 100 mètres au sein du relais allemand, aux côtés de Gerd Hornberger, Karl Neckermann et Jakob Scheuring.

### Palmarès
| Date | Compétition           | Lieu  | Résultat | Épreuve   | Performance |
| ---- | --------------------- | ----- | -------- | --------- | ----------- |
| 1938 | Championnats d'Europe | Paris | 1er      | 4 × 100 m | 40 s 9      |

### Records
| Épreuve    | Performance | Lieu | Date |
| ---------- | ----------- | ---- | ---- |
| 100 mètres | 10 s 4      | —    | 1938 |